# Arg-e Bam

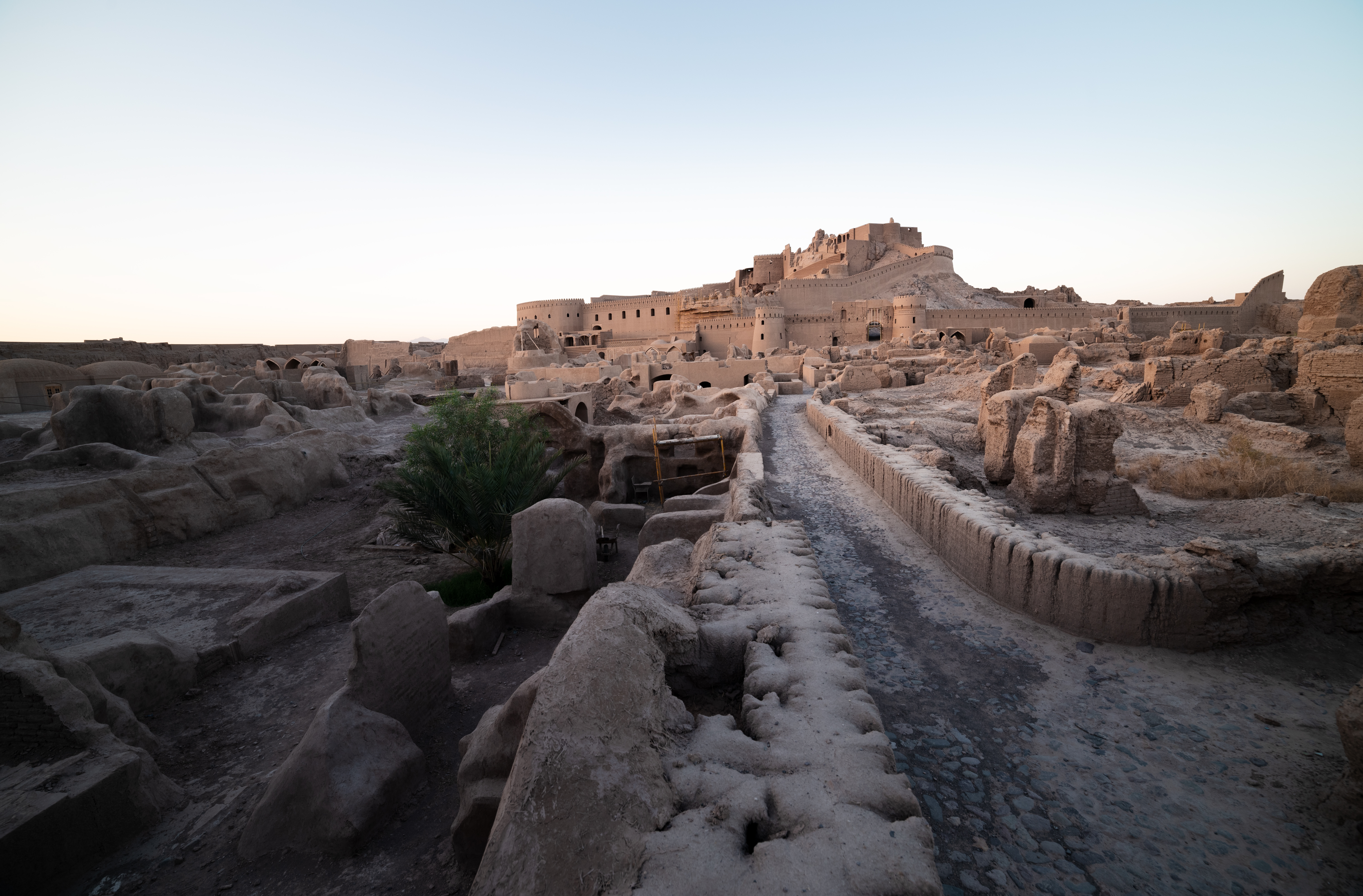
Arg-e Bam

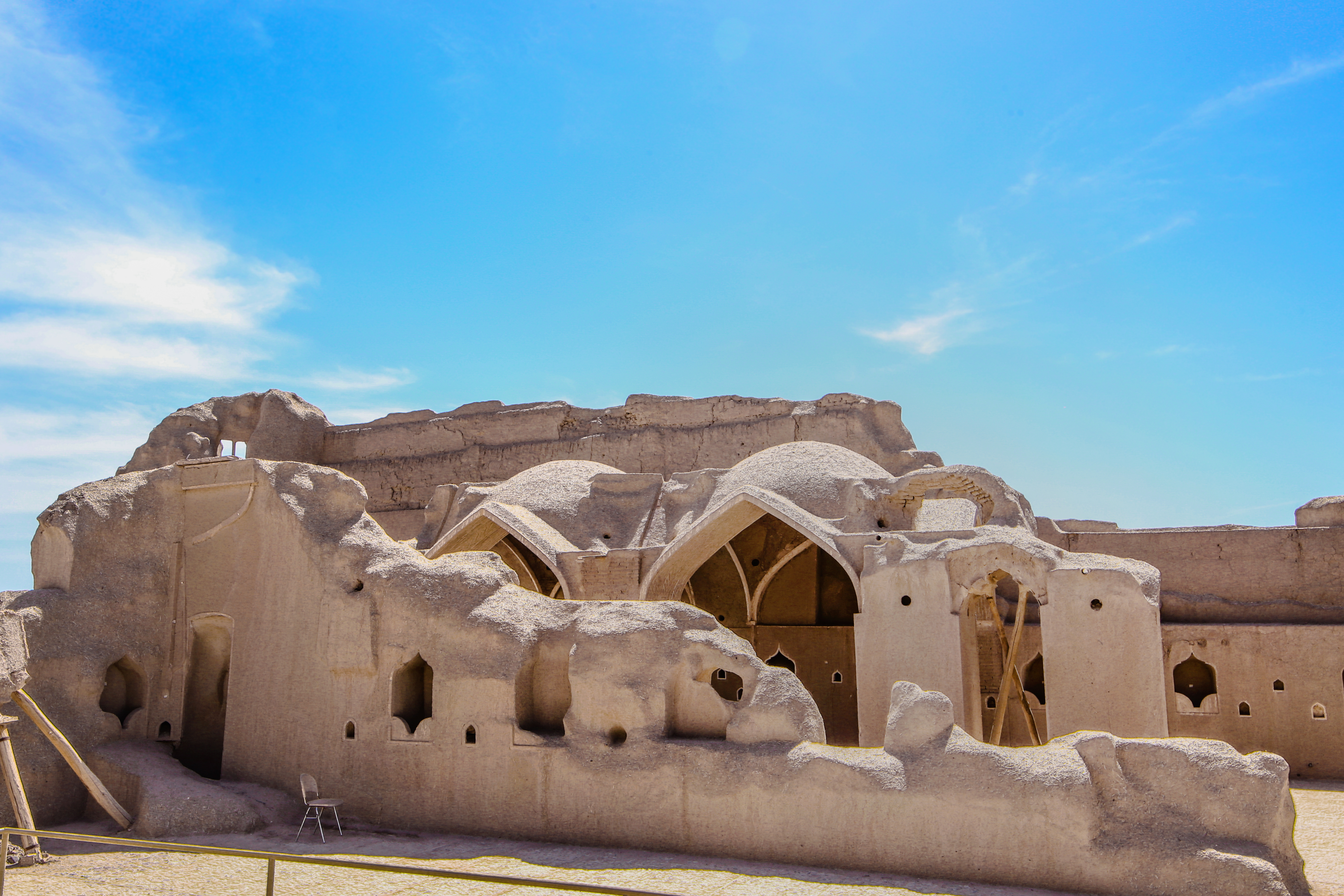
Jeden z budynków kompleksu

Arg-é Bam (język perski ارگ بم) – największy na świecie kompleks z cegły z gliny suszonej na słońcu. Położony w mieście Bam, w prowincji Kerman, w południowo-wschodnim Iranie. Początkowo kompleks został zbudowany na obszarze 20 hektarów. Był fortecą, w której skład wchodziła cytadela. Obecnie góruje ona nad ruinami, dlatego obiekt nazywany jest także Cytadelą Bam (język perski ارگ, arg – cytadela). Starożytna budowla została wzniesiona w okresie panowania dynastii Achemenidów, czyli ok. VI-VIII w. p.n.e. Jej lata świetności przypisuje się na VII-XI w. p.n.e. Miejsce zostało opuszczone około 180 lat temu. Obecnie dzięki renowacji wróciło do dawnych, budzących podziw rozmiarów. Obiekt jest na Liście Światowego Dziedzictwa UNESCO.

## Historia i lokalizacja
Arg-e Bam znajduje się na południowo-wschodnim krańcu Wyżyny Irańskiej, w pobliżu granicy z Pakistanem. Miasto leży na wysokości 1060 metrów nad poziomem morza, w centrum doliny otoczonej przez góry. Od strony południowej są to góry Dżebal-e Barez. Spływająca z nich woda zasila sezonową rzekę Poszt-e Rud, która otacza miasto Bam między Arg-e Bam i Qal’eh Doktar. System rzeczny odgrywa na tym terenie niezwykle ważną rolę w rolnictwie, przy irygacji obszarów uprawnych. W Bam zachowały się jedne z najstarszych zachowanych w Iranie systemy podziemnych kanałów irygacyjnych oraz kanaty.
Przez stulecia na kluczowe znaczenie tego regionu miały wpływ między innymi przecinające się w tym miejscu szlaki handlowe. Do najczęściej transportowanych wówczas dóbr należały jedwab oraz bawełna.
Sama cytadela została wzniesiona za rządów Partów (247/238 p.n.e. do 226 n.e.). W czasach panowania dynastii Sasanidów (224–651 r.), pod rządami Ardaszira Babakana, obiekt został powiększony i rozbudowany. W roku 645 n.e. miasto zostało podbite przez Arabów. To właśnie wtedy powstał jeden z najstarszych meczetów Iranu- meczet Al Rasoul, czy też Masidżed-e Ḥażrat-e Rasūl.
Jeszcze do XIX w. było to najlepiej ufortyfikowane miejsce w Iranie. W okresie wojen dynastycznych w XVIII-XIX w. było to bardzo ważne miejsce strategiczne. W tym okresie obiekt ten trafił również w ręce afgańskiej armii (w roku 1719 oraz 1721-30), a z tego powodu większość tubylczej populacji została zmuszona do ucieczki. Pod koniec XIX w. forteca straciła na znaczeniu. Miało to związek m.in. z nadmierną i przestarzałą militaryzacją obiektu. Na początku XX w. miasto Bam było już całkowicie opuszczone, a w starożytnym kompleksie mieścił się garnizon jeszcze do lat 30.

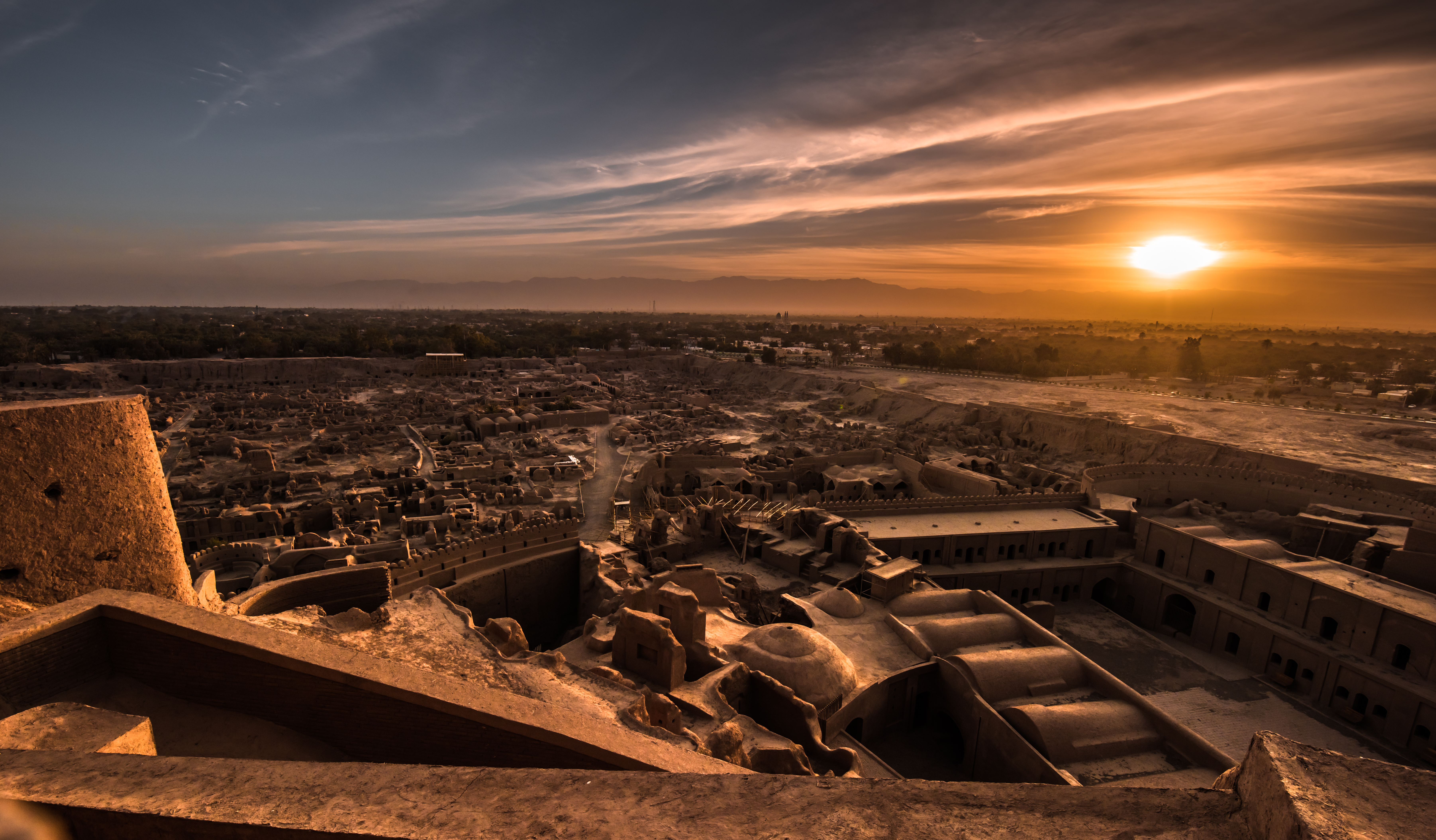

We wczesnych latach 50. rząd Iranu podjął próbę przywrócenia świetności ośrodka. Niespodziewanie dnia 26.12.2003 roku o 5:28 czasu lokalnego, obszar ten dotknęło trzęsienie ziemi o magnitudzie 6,6 w skali Richtera. Jego epicentrum znajdowało się wówczas w odległości około 10 kilometrów na południowy zachód od starożytnego miasta Bam. W wyniku tej katastrofy zmarło 26 000 ludzi. Nowoczesne, dopiero co wybudowane miasto zostało doszczętnie zdewastowane. Forteca również została w znacznym stopniu zrujnowana. Szacuje się, iż zniszczenia dotknęły 70% obszaru obiektu.

## Architektura
Najwyższy punkt cytadeli ma wysokość 60 metrów. Ściany fortecy miały w niektórych fragmentach nawet 12 metrów wysokości i były otoczone fosą. Kompleks składał się z kwater rządzących oraz ufortyfikowanego obszaru mieszkalnego. Stanowi centralny punkt rozległego krajobrazu kulturowego, który charakteryzuje się szeregiem fortów i cytadeli, który obecnie jest w ruinie.

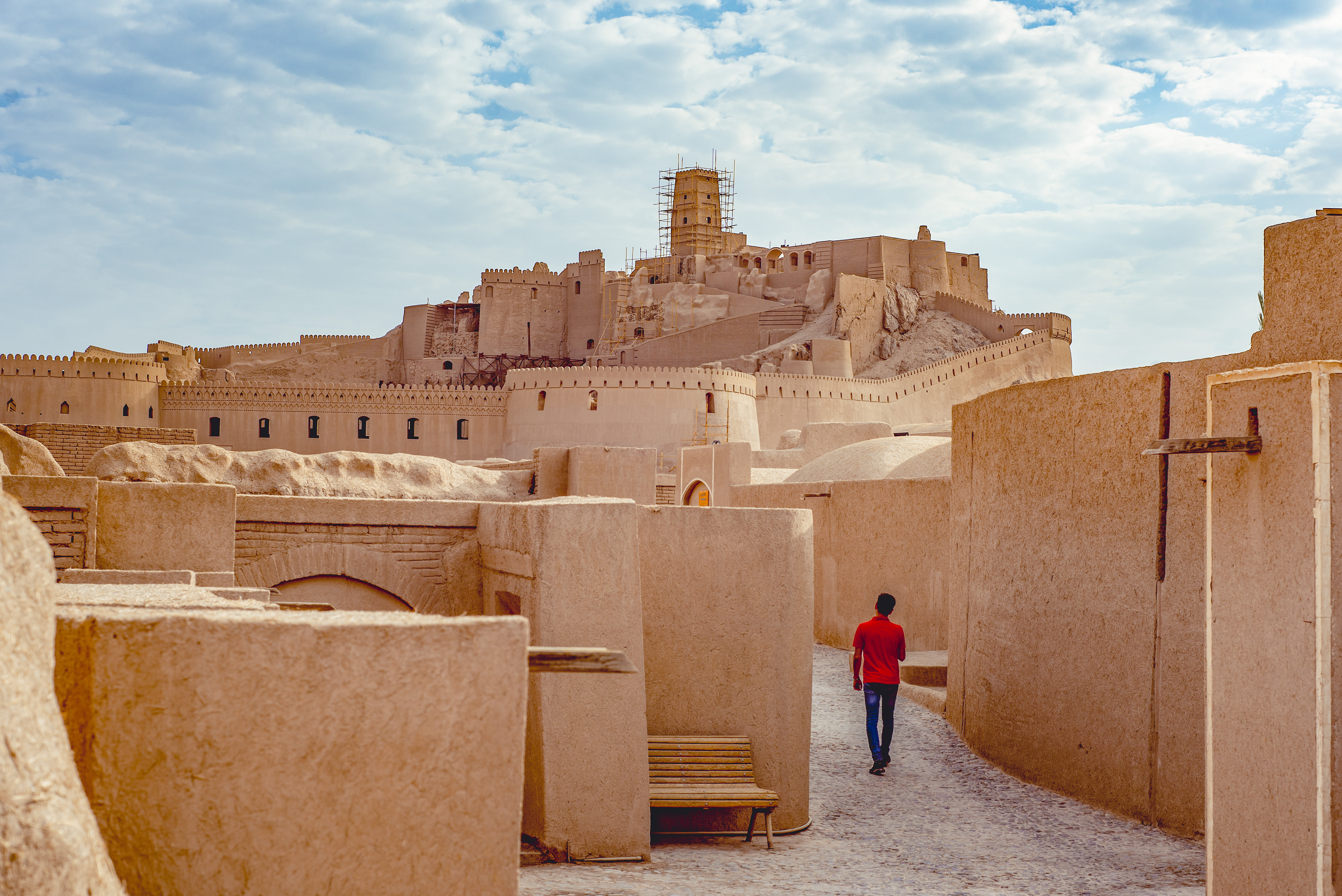
Cytadela

Kompleks budynków wzniesiony został w całości z cegły suszonej na słońcu (język perski خشت, kheszt – glina), zgodnie z lokalną metodą, czine (język perski چینه- warstwa) wykorzystującą warstwy odpowiednio spreparowanego błota. Wyrabiane z mułu cegły były układane na boku, aby umożliwić równomierne suszenie.
Architekturę obiektu charakteryzują konstrukcje sklepione i kopułowe. Obiekt był wyposażony w 38 wież obserwacyjnych i 4 bramy wjazdowe. Początkowo do miasta prowadziło tylko jedno wejście, które ze względów strategicznych oddalone było od twierdzy i koszarów. Baraki rządzących znajdowały się na skalnym wzgórzu, chronione podwójną ścianą fortyfikacji. W pobliżu Bam rozrzuconych jest 67 wież. Zabudowania mieszkalne w mieście różniły się w zależności od statusu rezydentów oraz ich majętności. Najmniejsze, 2-3 pokojowe domy zamieszkiwane były przez najuboższych, natomiast nieco większe, 3-4 pokojowe- przez klasę średnią. Nieliczne domy arystokracji były duże, wyposażone w dziedziniec oraz stajnie dla zwierząt. Rzucającymi się w oczy elementami 1,8 arowego (180 tys. m²) placu jest targ, meczet kongregacyjny (język arabski المسجد الجامع, Masdżed Dżame) oraz kompleksu Mirza Na'im. Kompleks ten jest grobem osoby o znaczącej pozycji społecznej, której to zawdzięcza swą nazwę.

### Meczet
Meczet piątkowy w Bam był jednym z najstarszych budynków sakralnych islamu w Iranie (około 645 r.). Przebudowano go w okresie saffarydzkim, czyli latach 874–900. Na planie miasta sytuował się on na osi wschód-zachód, w dzielnicy klasy robotniczej. Badania archeologiczne prezentują obecność basenu do ablucji w północnej części świątyni, co może świadczyć o tym, iż została ona zbudowana na ruinach innego miejsca kultu, najpewniej zoroastrianizmu.
Ważnym elementem meczetu był szabestan (pers. ‏شبستان, staropers. xšapā.stāna), czyli podziemna przestrzeń modlitewna, której dach jest wsparty na filarach lub kolumnach.